# National Route 3
Die National Route 3 (kurz N3) ist eine Nationalstraße in Südafrika, die Johannesburg und Durban verbindet. Johannesburg ist das finanzielle und wirtschaftliche Zentrum Südafrikas, während Durban Südafrikas wichtigster Hafen ist und einer der größten der Südhalbkugel und zugleich ein Urlaubsziel. Über den Hafen in Durban wird ein Großteil der Exporte und Importe von Gütern aus Johannesburg abgewickelt. Deswegen ist die N3 eine sehr belebte Straße und hat ein hohes Verkehrsaufkommen, obwohl die Entfernung beinahe 600 Kilometer beträgt.

## Streckenabschnitte

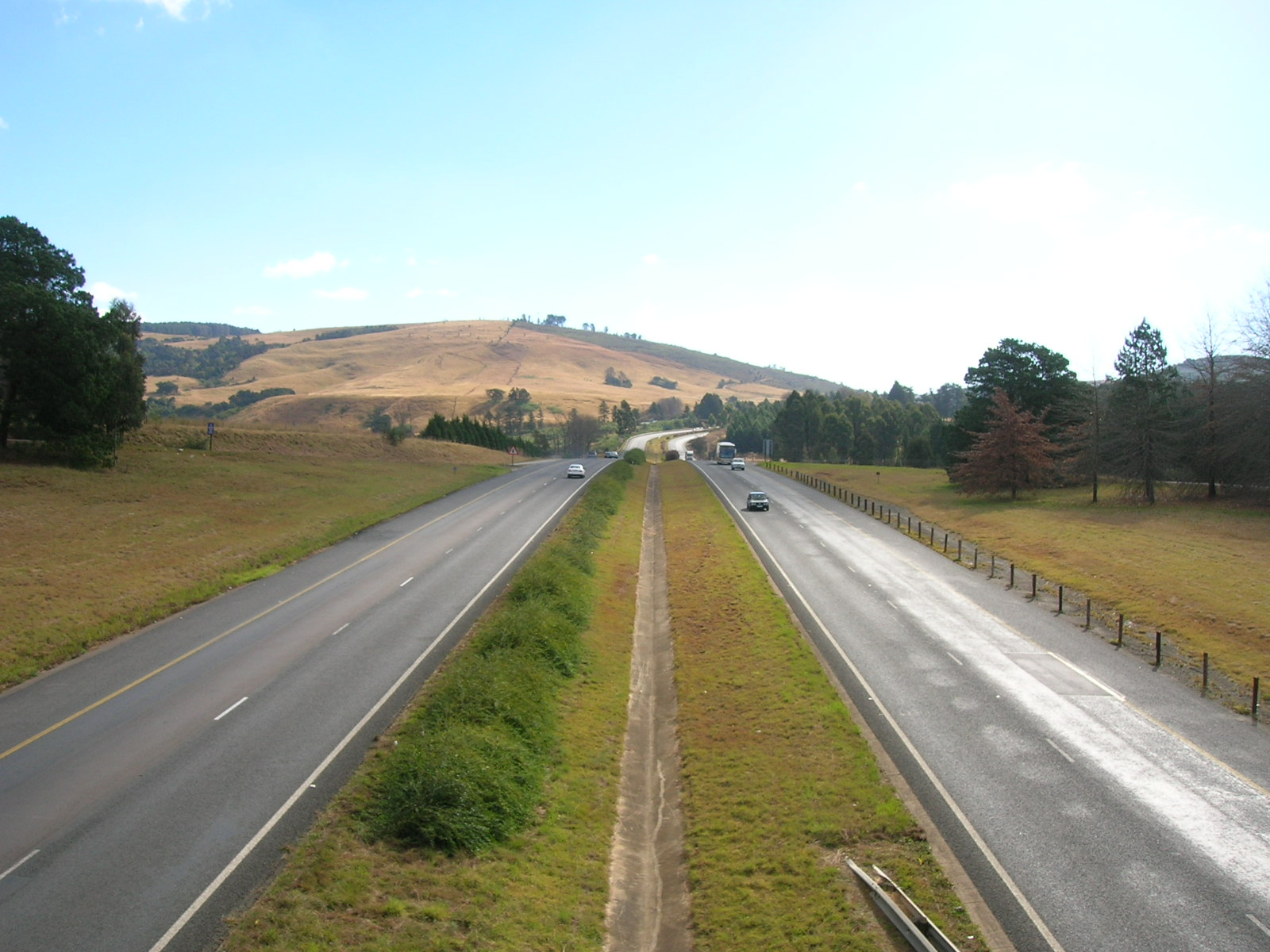
Streckenabschnitt der N3 in den KwaZulu-Natal Midlands

Die N3 ist in zwölf Abschnitte eingeteilt, beginnend mit Abschnitt 1 in Durban und endet mit Abschnitt 12 in Johannesburg. Auf der Strecke liegen die Städte Heidelberg, Villiers, Warden, Harrismith, Van Reenen, Ladysmith, Estcourt, Mooi River, Howick und Pietermaritzburg. Die meisten dieser Städte werden mittlerweile auf Ortsumgehungen umfahren.
In Johannesburg beginnt die Straße offiziell an der Buccleuch-Kreuzung, dem Punkt, an dem die N3, die N1 und die M1 aufeinandertreffen. Sie führt östlich an Johannesburg vorbei als Teil des N3 Eastern Bypass und geht dann weiter in Richtung Heidelberg. Weiter Richtung Süden führt die N3 auf einer weiteren Umgehungsstraße um Harrismith in den Ausläufern der Drakensberge. Von hier aus fällt die Straße stark ab und führt über den Van-Reenen-Pass in die hügelige Landschaft der KwaZulu-Natal Midlands.
Anschließend durchquert die N3 eine Graslandschaft um Mooi River, die der Milchwirtschaft dient, und führt am Midmar-Stausee in der Nähe von Howick vorbei. Bei Pietermaritzburg fällt die Straße wieder stark und führt um Town Hill herum. Von hier aus verläuft die Straße auf einer 80 Kilometer langen Geraden in Richtung Küste am Indischen Ozean, vorbei an den Randbezirken Pinetown und Westville, nach Durban. An ihrem Ende führt die N3 in den Durban Central Business District (Durban CBD) mit Zufahrtsmöglichkeiten zum Hafen Durban und bildet auf der Durban Outer Ring Road den Anschluss an die N2.

## Alternativstrecke
An den Stellen, an denen die N3 versetzt wurde, hat man die alte Strecke in R103 umbenannt. Die R103 gibt es an drei Stellen: 
1. zwischen Durban und Ladysmith,
2. zwischen Warden und Villiers und
3. zwischen Heidelberg und Johannesburg.

Im Allgemeinen wird auf die R103 ausgewichen, um die Mautstellen auf der N3 zu umfahren; allerdings gibt es hierbei eine Ausnahme, dem Tugela East Toll Plaza, der sich auf der R103 an der Kreuzung der beiden Straßen nördlich von Ladysmith befindet. 
Innerhalb von Durban wurde der größte Teil der alten N3 in M13 umbenannt, anstatt der üblichen Bezeichnung R103. Die R103 zweigt beim Vorort Winston Park von der M13 ab.

## Geplante Streckenumbauten
Es gibt Pläne zur Verlegung des Streckenabschnitts zwischen der Mautstelle von Tugela und dem Beginn des gebührenpflichtigen Abschnitts in der Nähe von Warden. Das würde dazu führen, dass die neue Straße über den De-Beers-Pass führen würde und nicht mehr über Van Reenen. Dadurch würde die N3 um 14 Kilometer kürzer. Die Bevölkerung von Harrismith und Van Reenen ist jedoch sehr dagegen, da sie mit ihrer Erwerbstätigkeit auf den Durchgangsverkehr angewiesen ist. Für die neue Streckenführung spricht die Tatsache, dass die Steigung für eine Nationalstraße zu stark ist.
Rechnungen der N3 Toll Concession zufolge wird die neue Umgehung erst benötigt, wenn das Verkehrsvolumen von 13.900 Fahrzeugen pro Tag erreicht wird – momentan liegt das Verkehrsaufkommen bei 11.000 Fahrzeugen täglich. Hochrechnungen zufolge wird dies 2014 der Fall sein.